# Basílica de Santa María de los Reales Alcázares
La Basílica y Real Colegiata de Santa María la Mayor de los Reales Alcázares de Úbeda, declarada Monumento Nacional y parte de conjunto Patrimonio de la Humanidad, es la iglesia principal de la ciudad de Úbeda, Jaén y tercera de la diócesis jiennense. Se encuentra en la Plaza Vázquez de Molina, frente al Palacio de las Cadenas, formando parte del conjunto declarado Patrimonio de la Humanidad por la Unesco en 2003.

## Historia
La iglesia se asienta sobre un suelo arqueológico de la Edad de Bronce, lugar sagrado desde tiempos inmemoriales, siendo finalmente edificada sobre los restos de la mezquita mayor, tras la conquista de la ciudad en 1233 por Fernando III el Santo. El 29 de septiembre de 1233 el rey San Fernando III con su corte entró a la mezquita mayor de la ciudad por la puerta principal de la misma, para celebrar la victoria de la conquista de la ciudad y consagrar la mezquita en iglesia católica, bajo la advocación de Iglesia Mayor Parroquial de los Reales Alcázares y de Nuestra Señora de la Asunción.
Desde 1259 fue titulada Iglesia Mayor Colegial y desde 1852 ostenta el título de Iglesia Mayor Parroquial, al perder la condición de Colegiata. Fue la tercera iglesia declarada como basílica menor en la diócesis de Jaén, en el año 2014.
En dicha iglesia, la base gótica florida de su construcción se levanta sobre restos arqueológicos neolíticos, íberos, romanos, godos y se enriquece con elementos musulmanes, románicos, góticos, renacentistas, barrocos, neoclásicos, etc, hasta constituir un conjunto que el historiador Juan Pasquau calificara de «…inigualable democracia artística, en la que todos los estilos pugnan por sobresalir y ninguno lo consigue en exclusiva». Lo más interesante son sus fachadas, el bellísimo claustro, las capillas del interior y la rica rejería del interior.
Fue gravemente dañada en la guerra civil española, aunque la iglesia no perdió su imagen original hasta la casi destrucción del templo en 1986, a manos de la contraproducente obra de Isicio Ruiz Albusac. Y desde entonces permaneció cerrada por obras de restauración hasta marzo de 2011 en que finalmente se pone simbólicamente un punto de cierre a la restauración y se entrega el templo a los ciudadanos. En octubre de 2014 el obispo de la diócesis de Jaén, Ramón del Hoyo López anunció la declaración de la iglesia como basílica menor.

### Restauración
El templo fue cerrado en 1983 para proceder a su restauración, puesto que la inclinación de sus pilares amenazaba ruina inminente. Tras 28 años de obras, por diversas corrientes restauradoras el templo ha visto modificada su fisonomía original y ha perdido buena cantidad de bienes muebles en su interior que han pasado a otros templos y a varios repositorios museísticos.
El primer arquitecto que llevó la obra fue Isicio Ruiz Albusac, quien procedió al desmontaje de las bóvedas barrocas de yeso, por pensar que eran las causantes de la ruina. Esta intervención fue contraproducente e hizo que el templo acabara por desestabilizarse.
Será Enrique Venegas quien tome las riendas de la restauración, haciendo un profundo estudio del edificio, consolidando sus cimientos inestables —verdadero causante de la ruina—, así como sus pilares y arcos. Para cubrir el templo se instaló una techumbre de madera, restituyendo la que el templo tenía originalmente entre los siglos xiii-xviii. Igualmente se ha eliminado el yeso dejando la piedra original de las paredes y las capillas laterales se ha solado con mármol y suelos cerámicos, distintos de la estética original. Recientemente se han limpiado las portadas.
En marzo de 2011 se ha entregado la quinta fase, con el enlosado del templo con mármol —en sustitución de las primitivas losas de piedra—, y la restauración de la Capilla de Jesús Nazareno, así como parte del claustro y la sacristía.

## Descripción
Este edificio mezcla diferentes estilos —gótico, mudéjar, renacentista, barroco y neogótico— fruto de una construcción que se extiende desde el siglo xiii al xix.
Al estar intramuros del Alcázar, estaba sin comunicación con la ciudad hasta principios del siglo xvi, salvo un pequeño postigo que aún se conserva en el claustro y por el que según la tradición hizo su entrada en la mezquita el rey Fernando III el Santo para consagrarla al culto cristiano.
Hacia 1510 se inicia la construcción de una portada que la abra al "llano", en tiempos del obispo de Jaén don Alonso Suárez de la Fuente del Sauce, destruyendo para ello un trozo de muralla entre dos torreones; portada de corte renacentista acabada en 1645 según trazas de Pedro de Vera, salvo el friso y el relieve de la Adoración de los Pastores que se debe a Luis de Zayas.
Por 1833, el Cabildo de la Iglesia Mayor Colegial de Santa María pide licencia al Ayuntamiento para derribar la muralla acastillada del Arroyo de Santa María para utilizar sus piedras.
El torreón desmochado que se observa en el extremo, es lo que queda del antiguo alminar islámico, que fue demolido al final del siglo xix por amenazar ruina.
El exterior del templo sigue una línea arquitectónica uniforme, aunque se trata de una obra ecléctica y singular. La fachada y portadas, que datan de la primera mitad del siglo xvii, constituyen de hecho la única parte del edificio que responde a un plan previo y organizado.
En la fachada el motivo central es la Adoración de los Pastores. La portada está enmarcada por dos espadañas, construidas en el siglo xix, tras la demolición de la maltrecha torre de la antigua mezquita aljama, dañada de muerte desde el terremoto de Lisboa de 1755.
El claustro es una obra gótica de finales del siglo xv y ocupa el lugar donde estuvo el patio de la mezquita. Bajo una serie de bóvedas de crucería, en el interior se conservan 16 capillas, lugar de enterramiento de obispos y de las familias nobiliarias de la ciudad.
Cabe destacar la puerta de la Consolada, en la fachada este del templo, la cual tiene un gran valor sentimental para la mayoría de los ubetenses, ya que en ella se produce la más bella estampa de la Semana Santa de Úbeda, la salida de la Cofradía de Nuestro Padre Jesús Nazareno en la mañana del Viernes Santo.

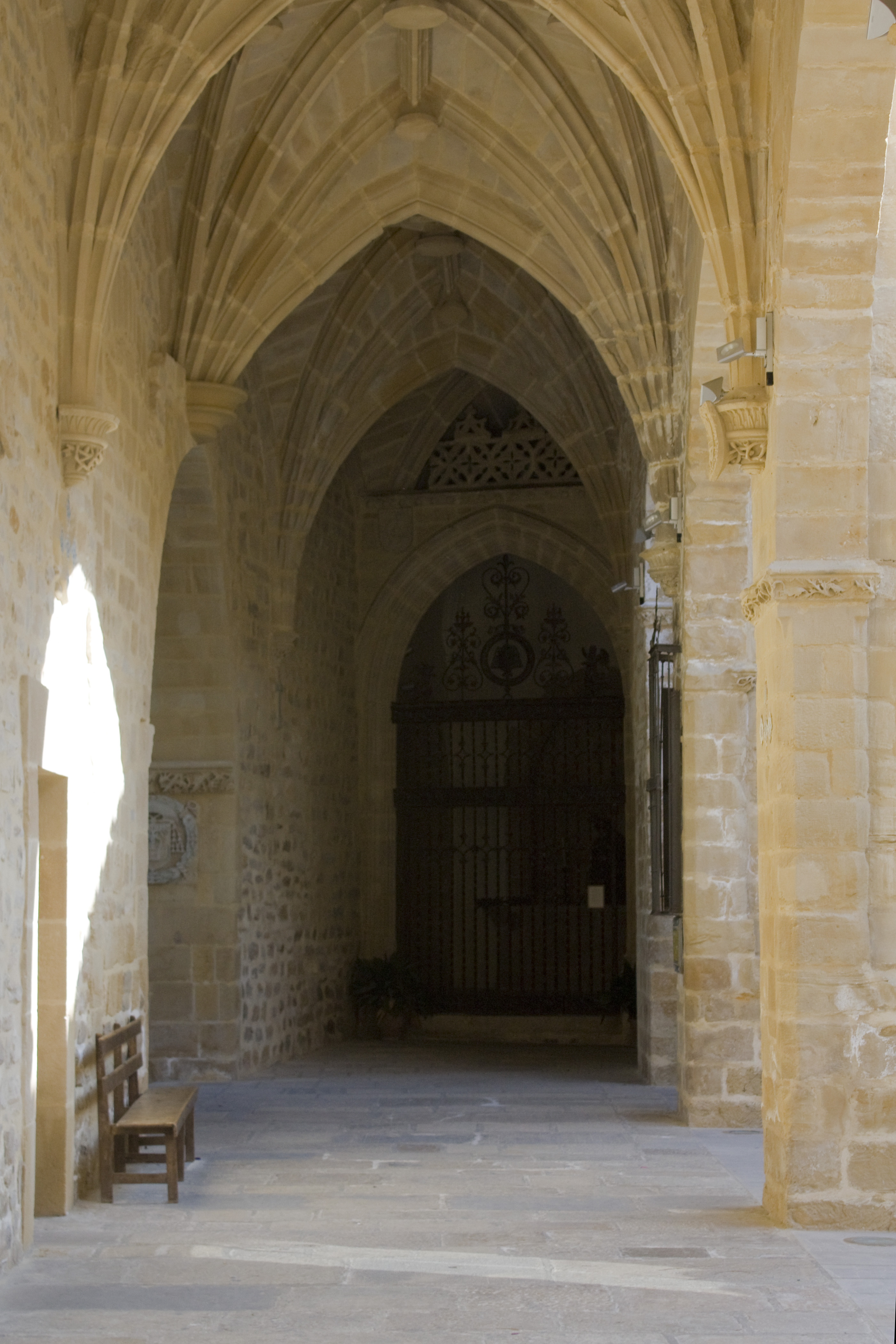
Claustro.
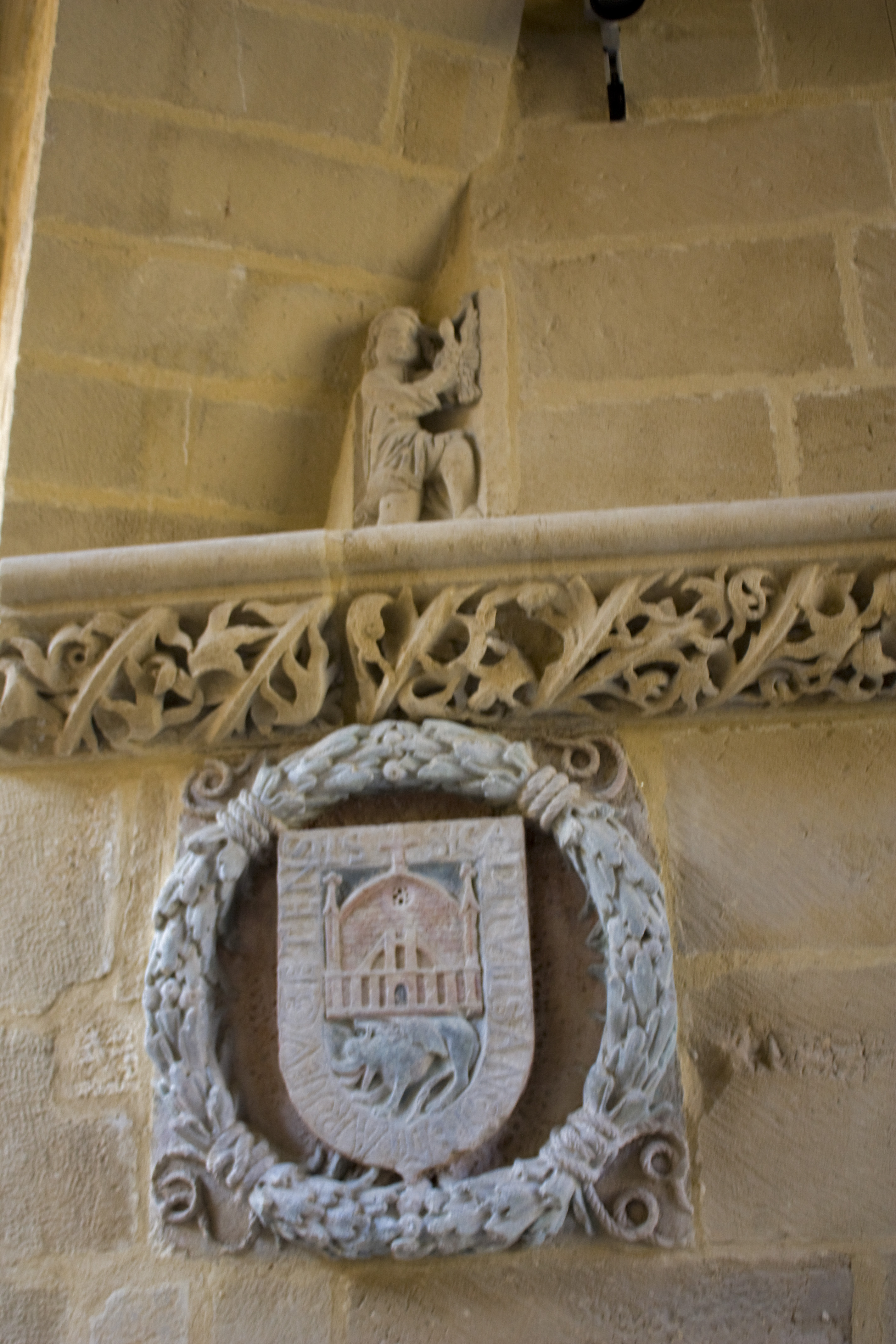
Escudo.
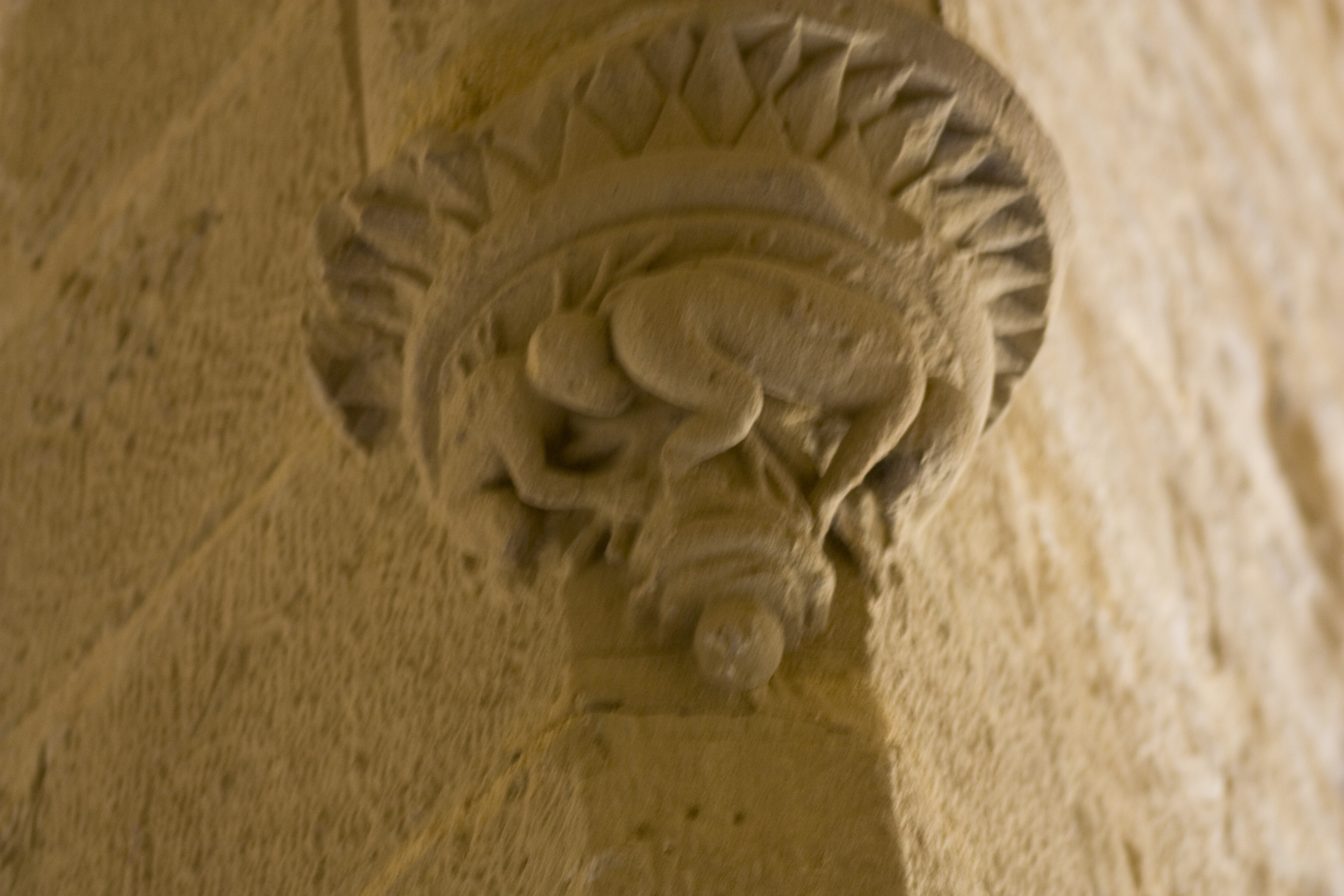
Detalle: "el chupón de Santa María".
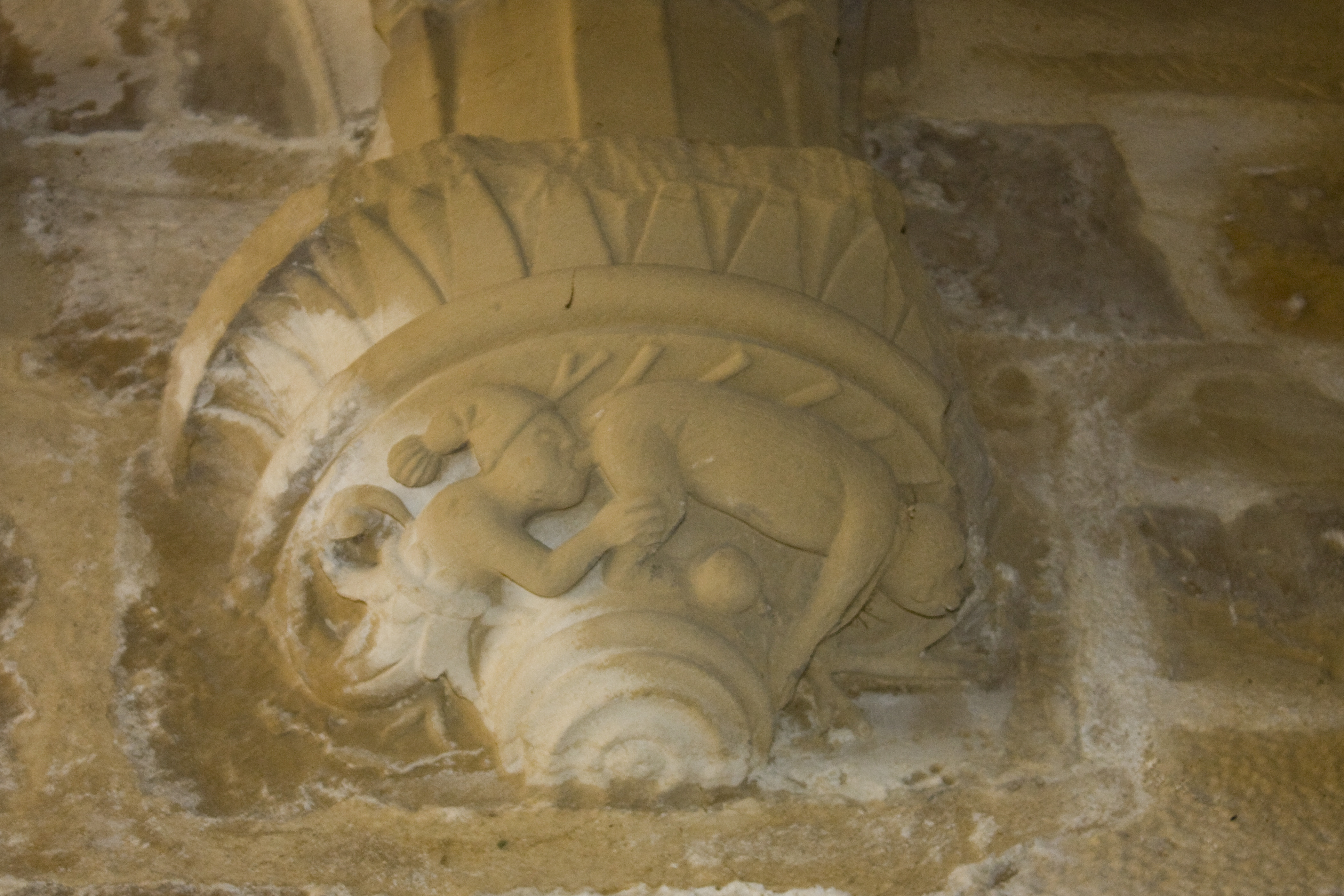
Detalle: "el chupón de Santa María".
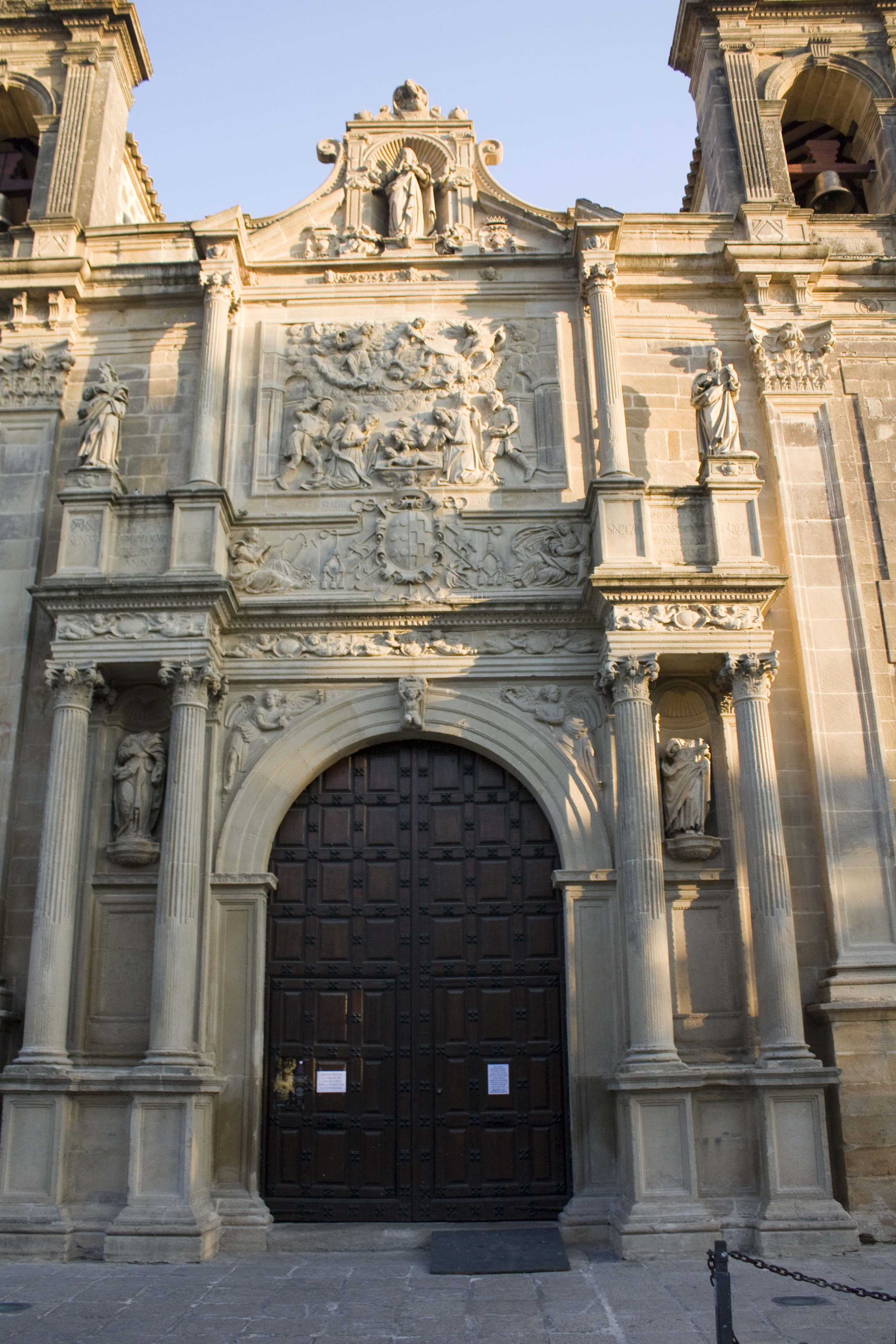
Portada principal.
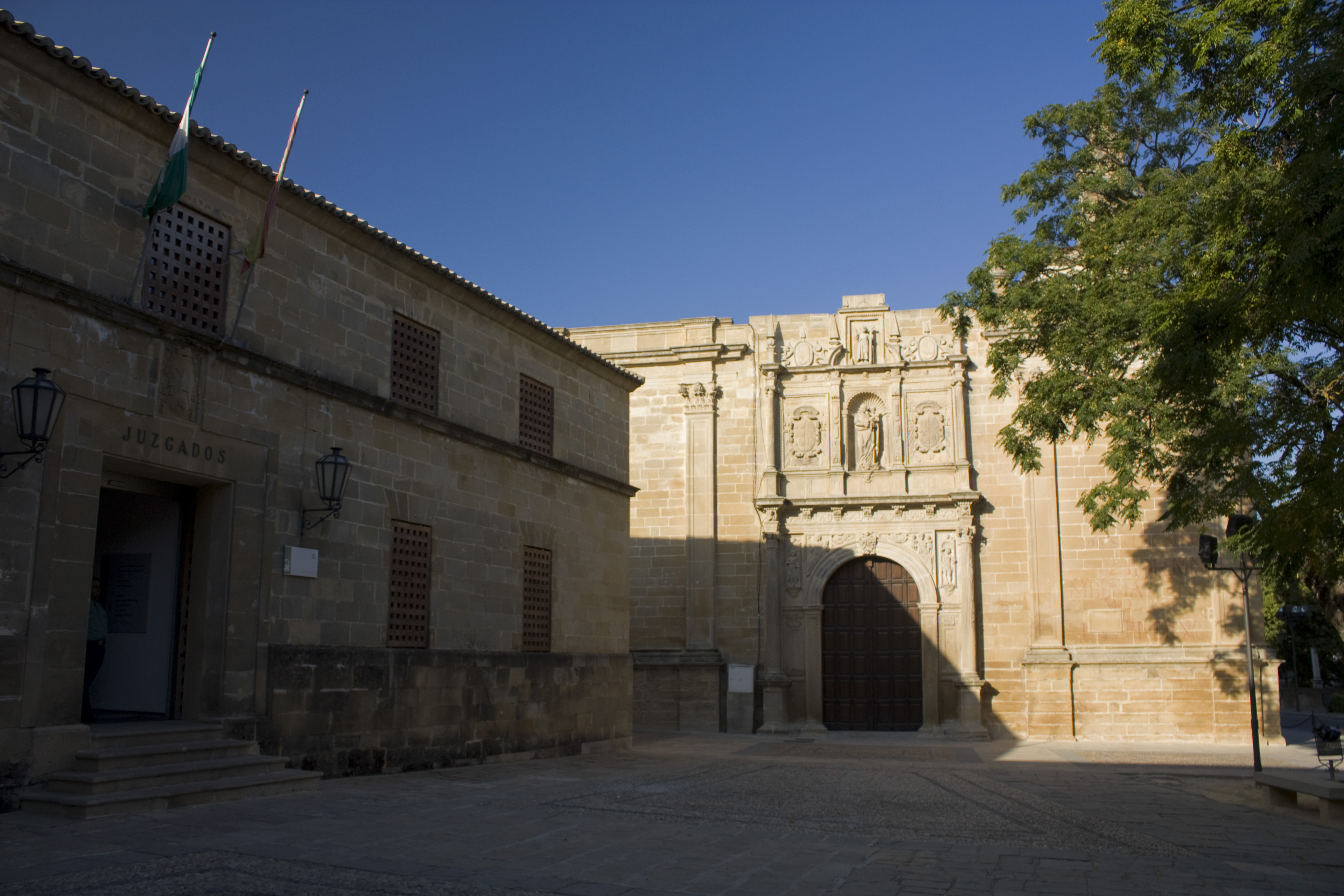
Portada de la Consolada.

## Enlacesexternos
- Wikimedia Commons alberga una categoría multimedia sobre Basílica de Santa María de los Reales Alcázares.
- Página oficial de Santa María de los Reales Alcázares de Úbeda.
- Iglesia de Santa María de los Reales Alcázares. Jaenpedia en Wikanda

- Datos: Q5911869
- Multimedia: Basílica de Santa María de los Reales Alcázares, Úbeda / Q5911869